# 細So
細So（英語：Danny So Yiu Chung，1979年6月30日—），本名蘇耀宗，素食主義者、香港商業電台前唱片騎師。

## 簡歷
細So早年就讀番禺會所華仁小學和香港華仁書院，畢業於香港理工大學。他是2009年飢饉三十饑饉之星，其他分別是張敬軒和蔡卓妍；2014年飢饉三十饑饉之星，其他的有RubberBand。他亦是商台節目《森美移動》成員之一，當中成員包括森美、詹志文及陳強，另外，他曾擔任單元廣播劇《黃金少年 Season 1, 3, 4》的製作及監製。除了連續8年參與森美小儀歌劇團外，他也有參與其他舞台劇。
受2019新型冠狀病毒香港疫情影響，商業電台決定裁員，並於2020年4月3日終止與細So的僱員合約，即時生效，有傳他曾經與上司、商業電台行政總裁陳靜嫻爭執。惟當日原本安排他在家中於晚上7時至8時主持最後一集《生活日常》，但最後臨時改為播出《叱咤樂壇》，令細So無法與聽眾道別。

## 感情生活
2006年8月6日與商業電台叱咤903 DJ同事張詠妍（阿Wing）結婚。2009年年初，因性格不合，兩人低調協議離婚，女方翌年嫁給商台高層林若寧（本名龐健章）。2011年11月1日，細so與雜誌新假期旅遊記者陳穎楠結婚。2013年9月7日，其妻於聖保祿醫院誕下8磅重兒子蘇浪仁。2016年7月9日則再剖腹誕下次子蘇㟍仁。陳穎楠為月餅品牌「望月」的主理人之一。
2020年9月1日被爆出與KOL偷食達兩年半，期間不斷向對方發放裸體意淫訊息及裸照，幾乎每次見面均會發生性行為。及後，偷食對象練美施主動接受傳媒訪問時暗示曾接受人工流產手術及有性病椰菜花。2020年9月2日，細So公開向太太道歉並承認做錯。

## 演出作品

### 曾主持電台節目
- 《兄弟做野》
- 《搜尋音樂》
- 《gege獸》
- 《MOTO 903 新樂潮》 （逢星期五黃昏6時至6時半）
- 《大鐵人123》
- 《903 豁達推介》
- 《好明天》
- 《蘇耀一個鐘》
- 《蘇耀兩個鐘》
- 《宗慇同學會》
- 《五天精華遊》
- 《森美移動》 （逢星期六晚上11時至凌晨1時，與森美、詹志民及陳強主持節目）
- 《組黨私竇》 （逢星期日黃昏6時至8時）
- 《903 爆籃週末》
- 《朋咤咤》
- 《903 idclub到處流行》
- 《好回家》 （逢星期一至五黃昏6時至8時）
- 《903專業推介》（逢星期六上午11時至下午1時）
- 《903豁達推介》（逢星期六下午1時至2時）
- 《好出奇》（逢星期一至五下午4時至6時，與朱薰及孔慶慇（Marco）主持節目）
- 《生活日常》 （逢星期一至五晚上7時至8時）
- 《好醒晨》（逢星期六早上6時至8時）
- 《突然好想聽》（逢星期日晚上7時至9時，暫代黃君慧（Vani）《國語類》節目）

### 曾參與電視台節目
- 《ShowTime我主場》（ViuTV，與陳詠謙共同主持）
- 《超低能特攻隊》（ViuTV，與羅伊婷共同主持）
- 《晚吹-Daddy Kingdom》（ViuTV）
- 《飯聚現場》（ViuTV）
- 《大同·大不同》（ViuTV）
- 《Good Night Show 全民造星》（ViuTV，第一輪比賽評判）
- 《全民造星II》（ViuTV，第五輪比賽評判）
- 《職工頭圍用膳》（J2，旁白）

### 曾參與廣播劇
- 《I Love You Boyz - 時裝世界》
- 《I Love You Boyz - 大瘋人院》
- 《黃金少年》Season1、2、3、4（飾演：蘇耶 - 萻提俠）
- 《妹妹妹妹實況劇場》（飾演：細so）
- 《爆炸糖劇場》（飾演：石叔）
- 《街車王》
- 《大衛營》
- 《大鄉里》
- 《爆籃無敵》
- 《I Love You Boyz劇場》（飾演：司徒歐陽司徒太太及司徒歐陽司徒先生）
- 《大瘋人院》
- 《小火花》
- 《地板對我說》(客串)
- 《最好的時光-第一章》，《最好的時光-第三章》（飾演：蘇SIR）
- 《森美移動音樂機械特勤》（飾演：細So）（逢星期六森美移動時段內播放，通常於11點半至12點播放）
- 《最好的時光-第二章》（監製）
- 《3厘米》（聲演：李若信）（故事）（製作）
- 《森美幻想劇》（逢星期六森美移動時段內播放，時間不定，通常於森美移動中段播放，晚上11點半至凌晨12點）
- 《見習朋友計劃》（飾演：友達計劃企劃人）（2016年11月28日至2016年12月30日，逢星期一及星期五毒檸王國時段內播放）

## 音樂作品

### 專輯
- 2007年：《Don't Be Scared》（森美移動）

### 作曲
- 月球上的人（陳奕迅）
- 兒歌（容祖兒）
- 差不多先生（EO2）
- 給愛惜的人（吳浩康）
- 一天（EO2）
- 叮叮車（薛凱琪）
- 戀後感（古巨基）
- 惜愛（張敬軒）
- 完美口味（洪卓立）
- 我想真的愛你（許志安）
- 冷笑話（薛凱琪）
- It's All About Timing（陳慧琳）
- 假裝愉快（張紋嘉）
- 緊張你（洪卓立）
- 命虛耗（J.Arie）
- 惺惺相惜（C AllStar Feat. 許志安）
- 你是你（許志安）
- 逆風速遞（林海峰）
- 五十路（李克勤）
- 碎紙機的告白（李靖筠）
- Everyday lesson

### 作詞
- 差利先生（Yellow!）
- 1st date（Gin Lee）
- 芭比說（石詠莉）
- Killer（Gin Lee）
- 回去哪要時光機器（周國賢）
- 溫馨提示（官恩娜）
- 我只不過是我（江若琳）
- 嫌小姐（Yellow!，原型為成員Wilson妻子、港台DJ崔潔彤）

## 其他工作
- 廣告
  - 與周麗淇擔任體育用品平面廣告主角。
- 電影
  - 我要做Model 飾 模特兒公司職員
  - 算吧啦，老豆! 飾 聶人王
  - 等.我爱你! 飾 施彥祖（媽池）
- 舞台劇
  - BigBigWorld大世界 飾 偉業（2009年4月公演）
  - 跳飛機 Hopsotch 參演及參與創作（2009年3月於葵青劇院黑盒劇場公演）
  - 拾香紀 飾 四海
  - 勁金歌曲 飾 八十年代電台DJ蘇耀宗（首演，重演及第3度公演）
  - 黐膠花園
  - 親愛的,維多利亞
  - 森美小儀歌劇團
- 電視演出
  - 《森之愛情》第九集《十五年的約會》飾 細SO
- 其他
  - Love Union
  - 2009飢饉三十——饑饉之星
  - 2014飢饉三十——饑饉之星

## 外部連結
- 商業電台主持簡介－細So（页面存档备份，存于）
- 細So的Facebook專頁
- 細So的Instagram帳戶